# جوي جيلبرت
جوي جيلبرت (بالإنجليزية: Joey Gilbert)‏ مواليد 5 يونيو 1976 في شيكاغو، هو ملاكم أمريكي سابق صنّف ضمن فئة الوزن المتوسط.

## إحصائيات
خاض خلال مسيرته 22 نزالا، فاز في 19 ولم يتعادل وخسر في 2. فاز بالضربة القاضية في 15 نزالا.

## روابط خارجية
- جوي جيلبرت على موقع بوكس ريك (الإنجليزية) (registration required)